# Перепельники
Перепельники (укр. Перепельники) — село в Зборовской городской общине Тернопольского района Тернопольской области Украины.
Код КОАТУУ — 6122687801. Население по переписи 2001 года составляло 546 человек.
До 2020 года входило в Зборовский район.

## Географическое положение
Село Перепельники находится на правом берегу реки Серет Правый,
выше по течению на расстоянии в 2 км расположено село Нище,
ниже по течению на расстоянии в 2,5 км расположено село Гарбузов.
На расстоянии в 1,5 км расположено село Гукаловцы.

## История
- 1442 год — дата основания.

## Объекты социальной сферы
- Школа.
- Клуб.